# Sophisticated Boom Boom
Sophisticated Boom Boom es el álbum de estudio debut del grupo británico Dead or Alive, publicado el 20 de abril de 1984 por Epic Records. Compuesto por elementos principalmente de synth-pop y dance, el álbum contiene el primer sencillo de la banda en el top 40 del Reino Unido, una versión de "That's the Way (I Like It)" de KC and the Sunshine Band. Esa canción, junto con "Misty Circles", fueron éxitos en la lista estadounidense "Hot Dance Music/Club Play". El álbum fue un éxito menor en el Reino Unido, donde alcanzó el puesto número 29. En 2007 fue reeditado por Cherry Red Records con siete canciones extra.
La fotografía de portada fue tomada por Peter Ashworth y se inspiró en la portada del álbum de estudio de Kate Bush de 1978, Lionheart. El título original del álbum era Mad, Bad and Dangerous to Know, pero fue rechazado por el sello. Más tarde se convertiría en el título del tercer álbum de estudio de la banda.

## Lista de canciones
LP Original 1984

| N.º | Título                       | Escritor(es)                     | Duración |  |
| 1.  | «I'd Do Anything»            |                                  | 4:16     |  |
| 2.  | «That's the Way (I Like It)» | Harry Wayne Casey, Richard Finch | 3:39     |  |
| 3.  | «Absolutely Nothing»         |                                  | 4:21     |  |
| 4.  | «What I Want»                |                                  | 5:23     |  |
| 5.  | «Far Too Hard»               |                                  | 4:31     |  |
| 6.  | «You Make Me Wanna»          |                                  | 2:54     |  |
| 7.  | «Sit on It»                  |                                  | 3:07     |  |
| 8.  | «Wish You Were Here»         |                                  | 5:21     |  |
| 9.  | «Misty Circles»              |                                  | 3:39     |  |
| 10. | «Do It»                      |                                  | 3:53     |  |

CD 2007 Bonus Track

| N.º | Título                                      | Duración |  |
| 11. | «Selfish Side»                              | 2:34     |  |
| 12. | «The Stranger» (New Version)                | 4:49     |  |
| 13. | «Misty Circles» (Dance Mix)                 | 9:10     |  |
| 14. | «What I Want» (Dance Mix)                   | 6:12     |  |
| 15. | «I'd Do Anything» (Megamix)                 | 5:22     |  |
| 16. | «That's the Way (I Like It)» (Extended Mix) | 5:52     |  |
| 17. | «Keep That Body Strong (That's the Way)»    | 3:38     |  |

Sophisticated Boom Box MMXVI Bonus Track

| N.º | Título                             | Duración |  |
| 18. | «That's The Way (I Like It)» (Dub) | 3:41     |  |
| 19. | «Absolutely Nothing» (Dub)         | 4:35     |  |

## Personal

### Dead or Alive
- Pete Burns – voz
- Mike Percy – bajo
- Tim Lever – teclados
- Steve Coy – batería
- Wayne Hussey – guitarra (no aparece acreditado en la portada del álbum)

### Músicos adicionales
- Jackie Challenor – coros
- Lorenza Johnson – coros
- Mae McKenna – coros
- Kick Horns – cuernos
- Caroline's Quartet – cuerdas

### Producción y portada
- Zeus B. Held – productor y mezclador
- Dead or Alive – productor
- Tim Palmer – ingeniero y mezclador
- Chris Sheldon – ingeniero
- Peter Ashworth – fotografía

- Datos: Q1942523